# Герб комуни Вестерос
Герб комуни Вестерос (швед. Västerås kommunvapen) — символ шведської адміністративно-територіальної одиниці місцевого самоврядування комуни Вестерос. 

## Історія
Від XІV століття місто Вестерос використовувало герб. Він був зафіксований на міській печатці 1307 року. На гербі Вестероської єпископії було зображення Богородиці.
Герб міста Вестерос отримав королівське затвердження 1939 року.   
Після адміністративно-територіальної реформи, проведеної в Швеції на початку 1970-х років, муніципальні герби стали використовуватися лишень комунами. Цей герб був 1971 року перебраний для нової комуни Вестерос.
Герб комуни офіційно зареєстровано 1974 року.

## Опис (блазон)
У срібному полі синій сигль «М» з дашком (марійська монограма), під ним — червона троянда.

## Зміст

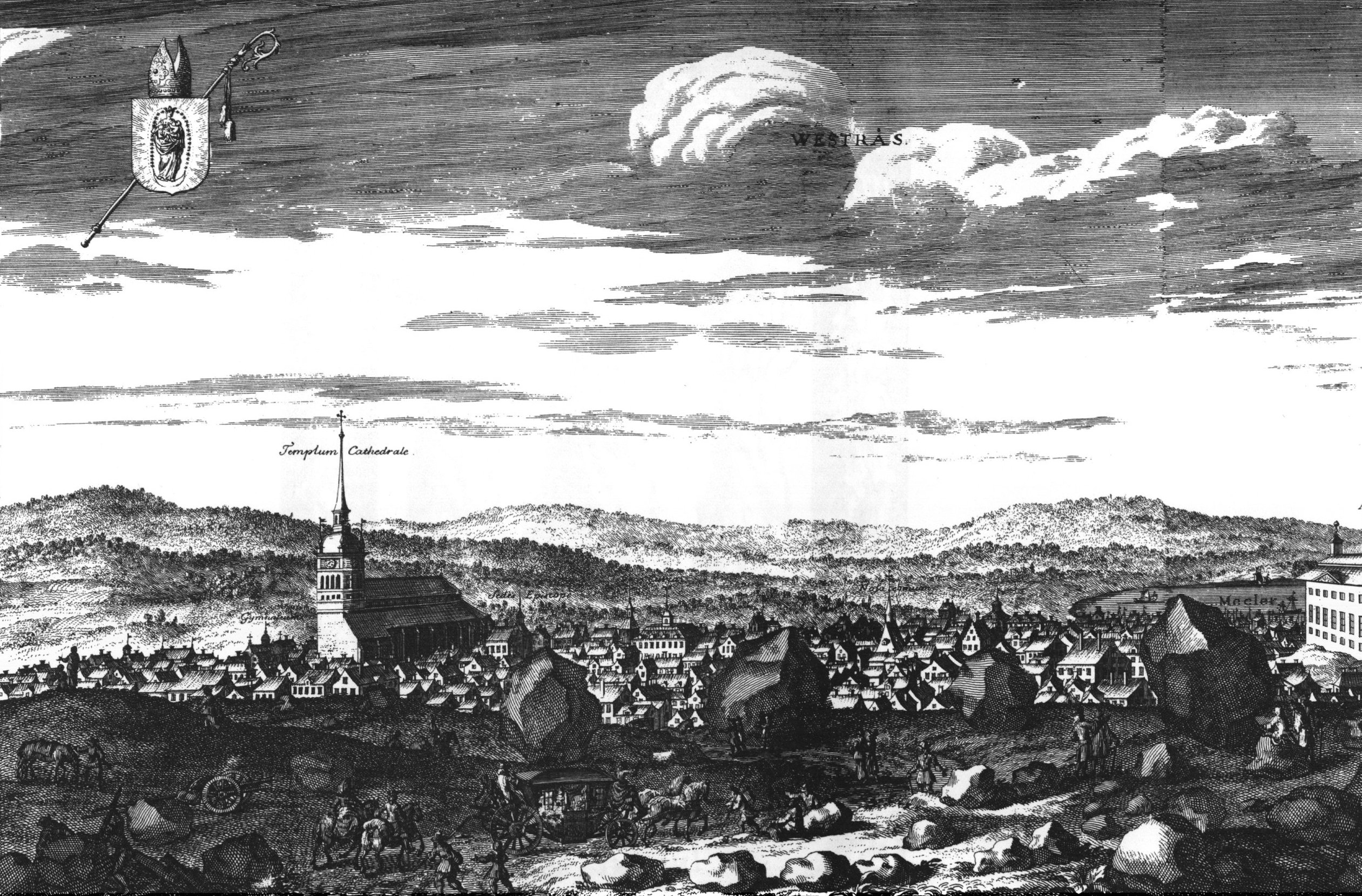
Герб єпископії на гравюрі з панорамою міста Вестерос (біля 1700 р.)

Синій сигль М з дашком є монограмою Діви Марії. Ця монограма є злиттям літер «A» та «M» — «Ave Maria». Вестероський собор був присвячений Богородиці з ХІІІ століття. Вважається, що стилізована квітка являє собою троянду, ймовірно, це стосується Христа та його чеснот. 